# 7
Anul 7 a fost un an care a început într-o zi de sâmbătă, după calendarul iulian. A fost cunoscut drept anul consulatului lui Metellus și Nerva (anul 760 Ab urbe condita).   

## Evenimente

### După loc

#### Imperiul Roman

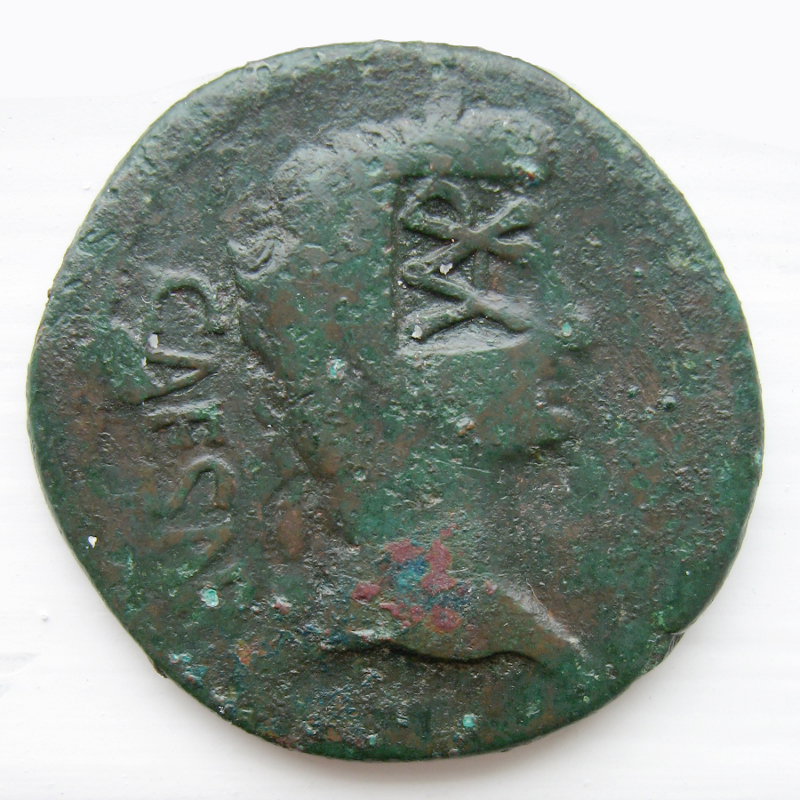
Moneda inscriptionata cu numele guvernatorului Germaniei, Publius Quinctilius Varus

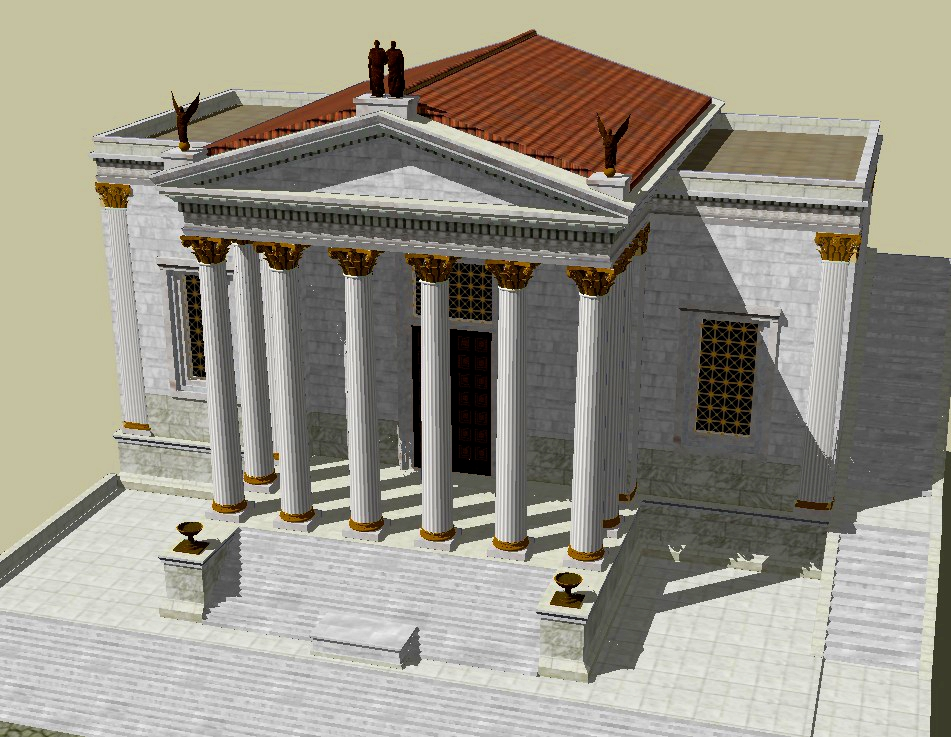
Templul Concordiei

- Ilirii se revoltă împotriva romanilor.
- Începe construcția templului Concordiei.
- Panonii se revoltă împreună cu triburile dalmate și ilire împotriva romanilor.
- Publius Quinctilius Varus, este însărcinat cu organizarea Germaniei dintre râurile Rin și Elba. El organizează un recensământ și recrutează soldați, provocând nemulțumiri în rândurile germanilor.

#### Asia

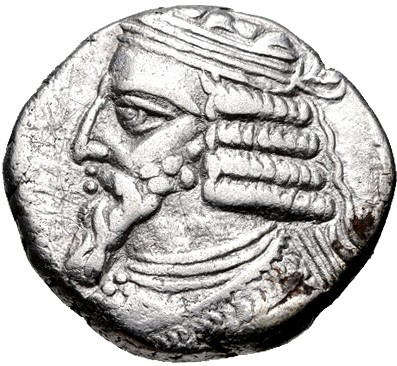
Moneda cu Vonones I, sahul Parthiei

- Vonones I al Dinastiei Arsacide devine conducător al Parthiei.
- Zhai Yi, guvernatorul Dong (Henan de azi) îl proclamă pe marchizul de Yang Xiang, Liu Xin, drept împărat. Începe cea mai mare rebeliune împotriva împăratului Ruzi al Imperiului Han.
- Wang Mang oprește rebeliunea pe durata iernii. Zhai este capturat și executat, dar Liu Xin scapă.

## Nasteri

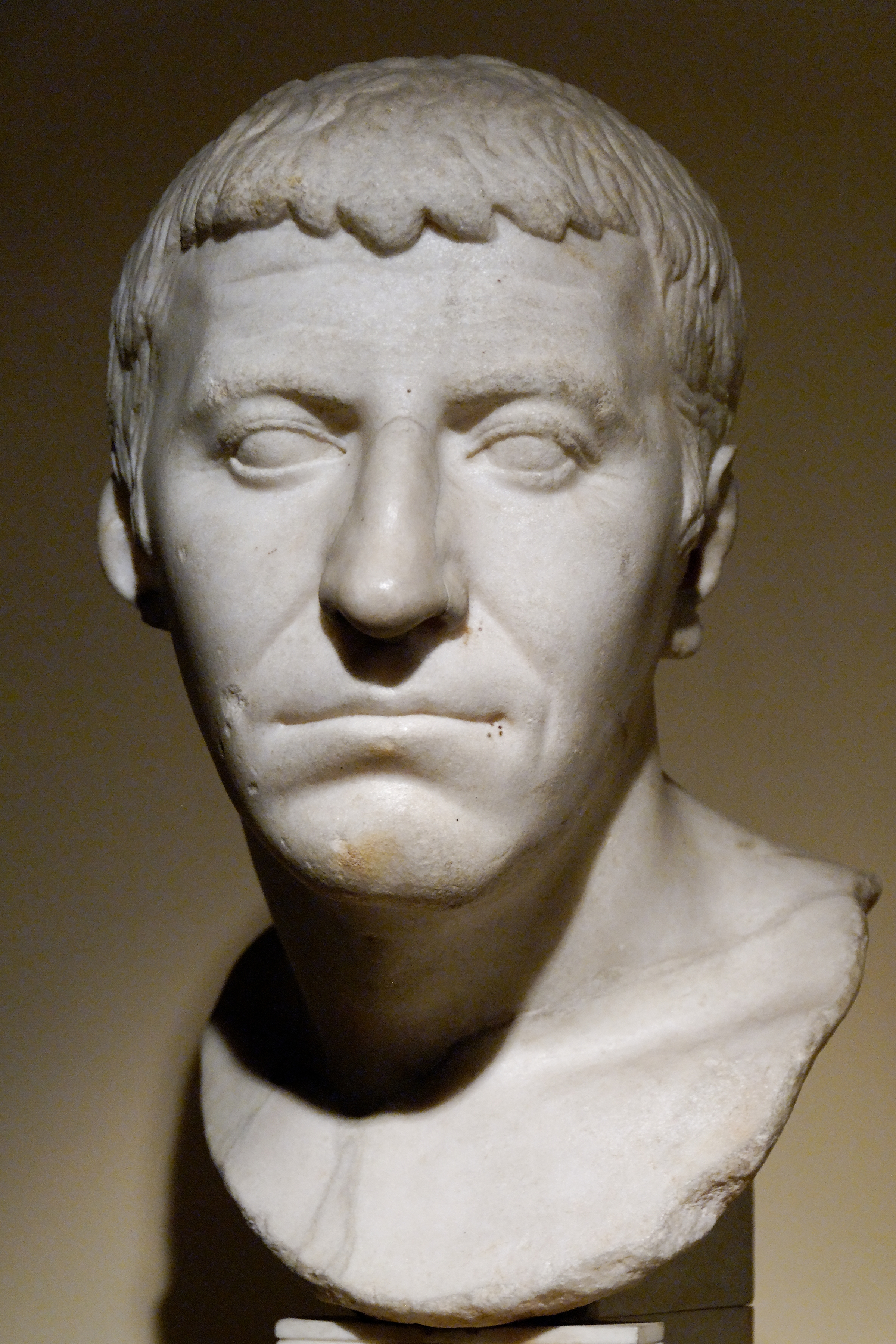
Domitius Corbulo

- Gnaeus Domitius Corbulo, general roman (d. 67 î.Hr.)

## Decese
- Athenodoros Cananites, filosof stoic (n. 74 î.Hr.)
- Aulus Licinius Nerva Silianus, consul roman (n. ?)
- Glaphyra, fiica lui Archelaus de Cappadocia (n. ?)
- Lucius Sempronius Atratinus, politician roman (n. ?)